# 2000년 대만의 텔레비전 드라마 목록
다음은 2000년에 타이완의 텔레비전에서 방송되었던 드라마 프로그램을 나열한 목록이다.

## 작품 목록
- 《대의원소의사》
- 《마날선사》
- 《포청천-포공기안》

## 같이 보기
- 타이완의 텔레비전 드라마 목록
- 2000년대 타이완의 텔레비전 드라마 목록